# أديغيا
أديغيا (بالأديغية: Адыгэ республик بالروسية: Республика Адыгея) هي إحدى الجمهوريات المكونة لروسيا الاتحادية ذات الحكم الذاتي، في قوقاز، يحيطها بالكامل إقليم كراسنودار كراي من جميع الجهات، إلا أنها قريبة من البحر الأسود وجمهورية جورجيا من الجنوب الشرقي، وجمهورية قراتشاي - تشيركيسيا الروسية من الشرق، وباقي أقاليم روسيا الاتحادية من الشمال الشرقي والشمال، ومساحتها 7,800 كم2، وسكانها حوالي 500,000 نسمة، وعاصمتها مايكوب وسكانها 140,000 نسمة.

## طبيعة البلاد
الأديغيا، جبلية في الجنوب وتتدرج إلى سهول في الشمال والغرب حتي تصل إلى السهول الساحلية للبحر الأسود غربا، ومناخها معتدل بحكم مجاورتها للبحر الأسود ويشبه مناخ البحر الأبيض المتوسط، وسكان أديغيا يتكونون من الآديغة وقوزاقية والروس، إضافة إلى بعض قوميات الاتحاد السوفيتي السابق، والغالبية تتكون من الشركس والقوزاق، وتشتهر المنطقة بالإنتاج الزراعي والرعوي. ومن دعائمها الاقتصادية إنتاج النفط بالقرب من منطقة مايكوب.

## وصول الإسلام
وصلهم الإسلام  في فترة مبكرة، ودعم وصوله بالأتراك العثمانيين، وظهر بينهم العديد من الدعاة في أواخر القرنين الثاني عشر والثالث عشر الهجريين، وساد الإسلام المنطقة قبل استيلاء قياصرة الروس عليها في سنة 1297 هـ - 1879 م ولقد تعرض سكان الإقليم للتعصب الديني في عهد القياصرة وعندما سيطر السوفيات على الحكم في روسيا تحولت منطقة الإديجا إلى إقليم ذاتي الحكم في سنة 1341 هـ - 1922م وعدد المسلمين حوالي 34% (حسب الإحصاء الروسي) إلى 80% من جملة سكان الإقليم وهم من الشركس (من قبائل البجادوغ، و الحاتوقوي، والشابسوغ والأبزاخ....) وجميع هذه العناصر تعتنق الإسلام ويصل عددهم إلى 324,000 نسمة.

### مواردها الطبيعية
الجمهورية غنية بالنفط والغاز الطبيعي. كما أن مواردها الأخرى تشمل الذهب والفضة والتنغستون والحديد وموارد أخرى.

### المناخ
- معدل الحرارة في يناير : -2°م
- معدل الحرارة في يوليو : +22°م
- متوسط معدل الأمطار السنوي :700 ملم

## إحصاءات وديموغرافيات
- عدد السكان: 447,109 (2002)
  - لأهل المدن: 234,900 (52.5%)
  - لأهل الريف :"212,209 (47.5%)
  - ذكور: 208,019 (46.5%)
  - إناث: 239,090 (53.5%)
- أنثى لكل 1000 ميل : 1,149
- متوسط العمر: 37 سنة
  - لأهل المدن: 36.6 سنة
  - لأهل الريف: 37.4 سنة
  - ذكور: 34 سنة
  - إناث: 39.6 سنة

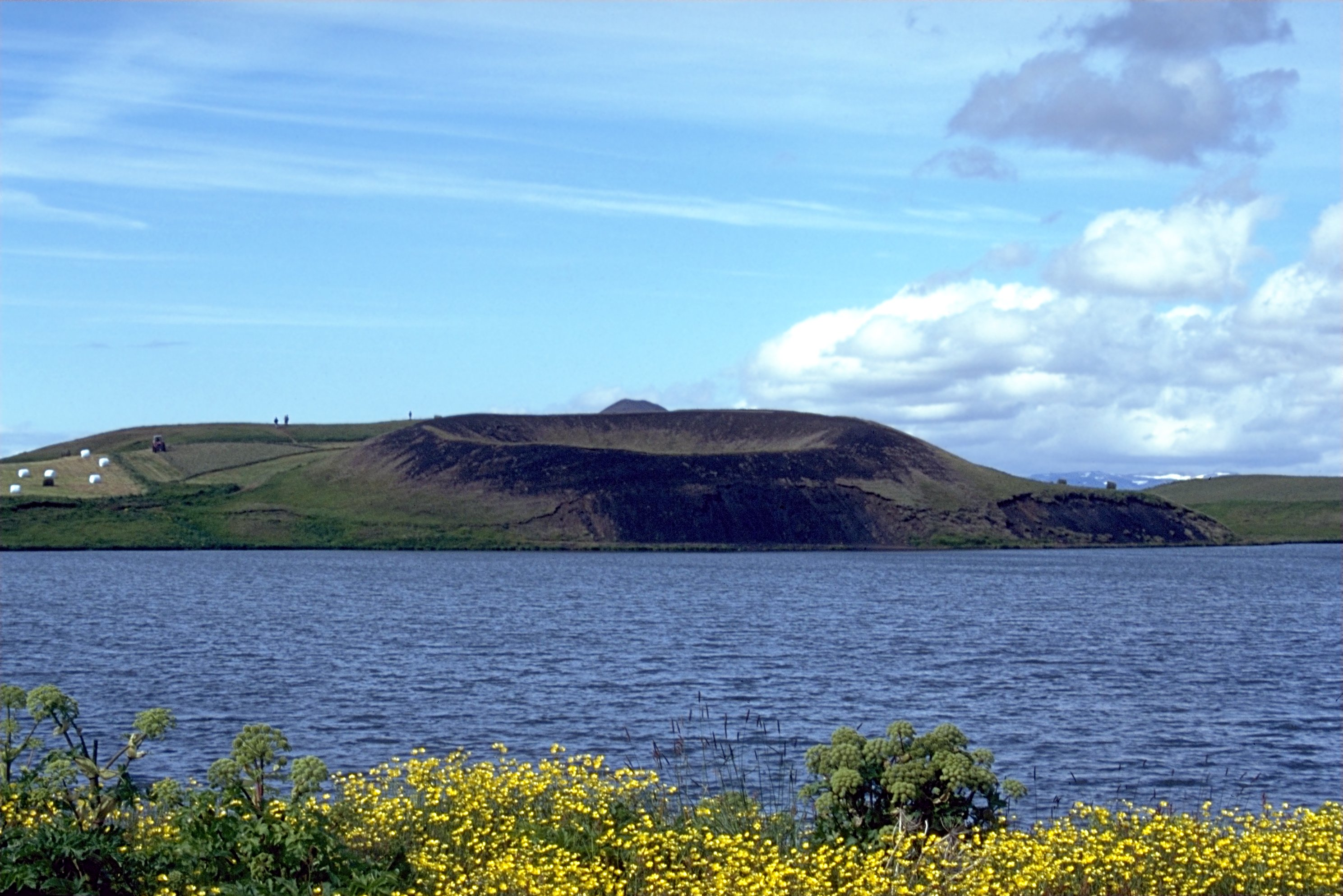
A.

- عدد الوحدات السكنية : 151,597 (لكل 440,449 نسمة)
  - لأهل المدن: 82,949 (لكل 230,286 نسمة)
  - لأهل الريف: 68,648 (لكل 210,163 نسمة)
- إحصاءات حيوية  (2005)
  - ولادات: 4,550 (معدل الولادات 10.3)
  - وفيات: 6,726 (معدل الوفيات 15.2)
- المجموعات الإثنية

حسب الإحصاءات الروسية لعام 2002 يشكل الروس (64.5%) من مجمل عدد سكان جمهورية الأديغيا. بينما السكان الأصليون من شراكسة الأديغيا يشكلون (24.2%) ويعود السبب في انخفاض نسبة الآديغة إلى التهجير الذي تعرضوا له على يد روسيا القيصرية في أواخر القرن التاسع عشر الميلادي. والباقين من الأرمن (3.4%) والأوكرانيون 2.0% والأكراد (0.5%) والتتار 0.7% وغيرهم من الأعراق وتشكل أقل من 0.5% من مجمل عدد السكان.
- المجموعات الإثنية

حسب الإحصاءات الروسية لعام 2012 35.4% من السكان يتبعون الكنيسة الروسية الأرثوذكسية، 13% مسلمون، 3% مسيحيون بلا طائفة، 1% أرثوذكس آخرون. و 9% ملحدين في حين 8% لم يجيبوا على السؤال.
|           | إحصاء 1926     | إحصاء 1939      | إحصاء 1959      | إحصاء 1970      | إحصاء 1979      | إحصاء 1989      | إحصاء 2002      |
| --------- | -------------- | --------------- | --------------- | --------------- | --------------- | --------------- | --------------- |
| الأديغة   | 50,821 (44.8%) | 55,048 (22.8%)  | 65,908 (23.2%)  | 81,478 (21.1%)  | 86,388 (21.4%)  | 95,439 (22.1%)  | 108,115 (24.2%) |
| روس       | 29,102 (25.6%) | 171,960 (71.1%) | 200,492 (70.4%) | 276,537 (71.7%) | 285,626 (70.6%) | 293,640 (68.0%) | 288,280 (64.5%) |
| أرمن      | 738 (0.7%)     | 2,348 (1.0%)    | 3,013 (1.1%)    | 5,217 (1.4%)    | 6,359 (1.6%)    | 10,460 (2.4%)   | 15,268 (3.4%)   |
| أوكرانيون | 26,405 (23.3%) | 6,130 (2.5%)    | 7,988 (2.8%)    | 11,214 (2.9%)   | 12,078 (3.0%)   | 13,755 (3.2%)   | 9,091 (2.0%)    |
| أخرى      | 6,415 (5.7%)   | 6,313 (2.6%)    | 7,289 (2.6%)    | 11,198 (2.9%)   | 13,939 (3.4%)   | 18,752 (4.3%)   | 26,355 (5.9%)   |

## اقرأ أيضاً
- حضارة مايكوب